# Kozin (województwo warmińsko-mazurskie)
Kozin (niem. Koszinnen, od 1928 Rodenau) – wieś w Polsce położona w województwie warmińsko-mazurskim, w powiecie giżyckim, w gminie Giżycko. Miejscowość położona jest nad Jeziorem Jagodne.
W latach 1975–1998 miejscowość administracyjnie należała do województwa suwalskiego, a do 31 grudnia 2007 należała do gminy Ryn.
Zobacz też: Kozin, Koziniec, Kozinki